# アイしてりんこスキりんこ
「アイしてりんこスキりんこ」は、嘉門タツオ（発表当時名義・嘉門達夫）のシングル。1994年8月24日にビクターエンタテインメントから発売された。

## 概要
1994年に実施された月刊CD発売企画「MONTHLY TATSUO KAMON」（マンスリー タツオ カモン）のリリース計画第8弾として発表されたシングル曲である。本人が出演していた日清食品のカップラーメン「こってりんこ」のCMイメージソングと銘打ってるが、CM（「こってりミュージシャン篇」）での嘉門とローリー寺西が互いのギターを弾きながら「こってりんこ下さい」の旨を歌う旋律がイントロ部分に使われており、それ以外は歌詞も含めてオリジナルである。

## 収録曲
| #         | タイトル                                           | 作詞               | 作曲               |      |
| --------- | -------------------------------------------------- | ------------------ | ------------------ | ---- |
| 1.        | 「アイしてりんこスキりんこ」                       | 嘉門達夫、齋藤和典 | 嘉門達夫、齋藤和典 |      |
| 2.        | 「ショートソング（IN ボトムライン）」              |                    |                    |      |
| 3.        | 「アイしてりんこスキりんこ」(オリジナル・カラオケ) |                    |                    |      |
| 4.        | 「予告篇 chapter7」                                |                    |                    |      |
| 合計時間: | 合計時間:                                          | 合計時間:          | 合計時間:          | 0:00 |